# Вашингтонская агломерация
Вашингтонская агломерация (англ. Washington metropolitan area) — крайне полицентрическая и крайне трансрегиональная городская агломерация на востоке США, включающая территорию города Вашингтон, столицы США, весь федеральный округ Колумбия и части штатов Мэриленда, Виргинии и Западной Виргинии.
Административно-бюджетное управление определяет область как Вашингтон-Арлингтон-Александрию, DC VA MD WV Столичная Статистическая область. Столичная статистическая область используется в статистических целях Бюро переписи Соединённых Штатов и другими агентствами.
Агломерация включает город Вашингтон, Арлингтон и Александрию.
Административно-бюджетное управление также включает столичную статистическую область как часть более крупной Балтиморо-Вашингтонской агломерации с пригородами, с населением более 9,55 млн человек.
Область также иногда упоминается как Государственный Столичный Регион (англ. National Capital Region), особенно часто федеральными агентствами, такими как Министерство национальной безопасности.
Часть Виргинии, расположенная в агломерации, также известна как Северная Виргиния.

## Кольцевая дорога США

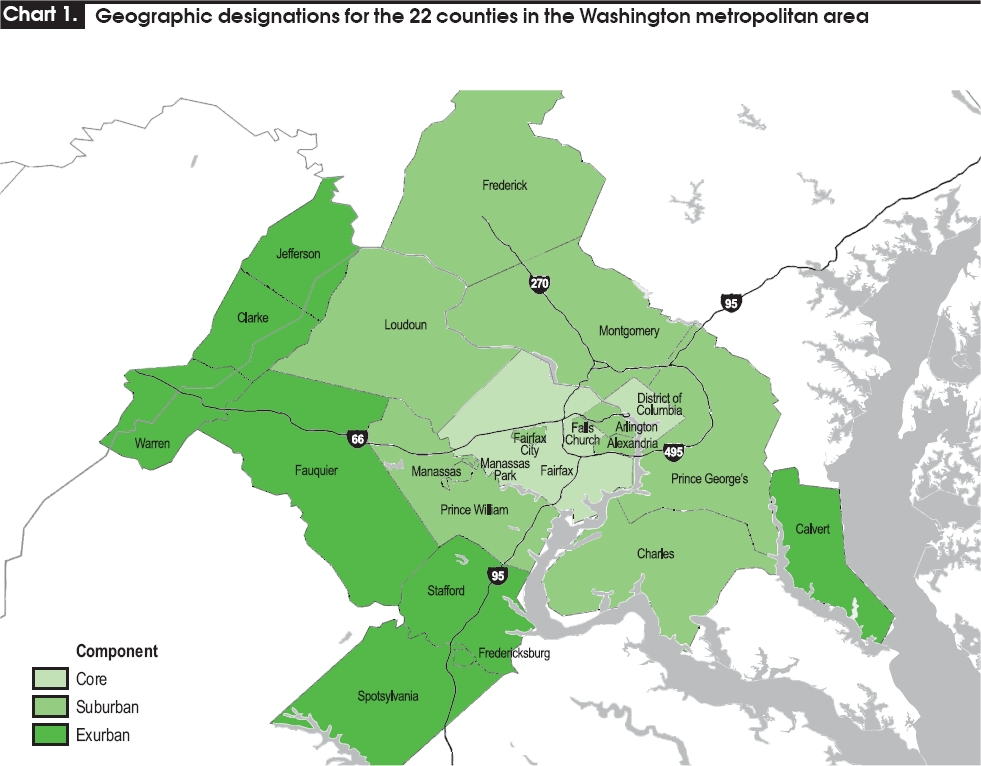

Область в Регионе, которая окружена Автомагистралью между штатами 495 (Interstate 495), также упоминается как «Столичная Кольцевая дорога» (en:Capital Beltway).